# Фюзулинський район
Фюзулинський район (азерб. Füzuli rayonu) — район Азербайджану, названий на честь азербайджанського поета Фізулі. Столиця — місто Фюзулі.
Західну половину, зокрема й адміністративний центр до 17 жовтня 2020 року контролювала невизнана Нагірно-Карабаська Республіка (Республіка Арцах) (у складі Гадрутського району), починаючи з війни 1993 року. Село Горадіз слугувало тимчасовим адміністративним центром унаслідок перебування Фюзулі під контролем вірменських сил з 23 серпня 1993 року.
До східної, контрольованої Азербайджаном, частини Фюзулинського району були переселені тимчасово переміщені особи з Нагірного Карабаху (Арцаху) та прилеглих регіонів, які раніше проживали в наметових поселеннях. Для них коштом уряду Азербайджану звели нові будинки.
17 жовтня 2020 року центр та більшу частину району взяли під свій контроль Збройні сили Азербайджану.